# Katakana
O katakana カタカナ (katakana) é um dos silabários empregados na escrita japonesa junto com o hiragana. Se atribui sua invenção ao monge Kukai (também conhecido como Kobo Daishi). Também se pode empregar katakana para referir-se a qualquer caractere do hiragana. Quando se refere ao conjunto de silabários hiragana e katakana se refere como kana. Das escritas japonesas esta é a mais antiga e foi desenvolvida para simplificar os kanjis de origem chinesa que chegaram antes do começo da isolação cultural japonesa, que se manteve inflexível até o fim da Era Edo.
Estes caracteres, ao contrário dos kanji, não têm nenhum valor conceitual, senão unicamente fonético usado para representar onomatopeias, nomes científicos de plantas, animais e minerais, palavras e nomes estrangeiros (ou seja identificar estrangeirismos dentro da língua japonesa), além de enfatizar certas expressões em textos. Graficamente apresentam uma forma angular e geométrica.

## Tabela doKatakana
Está é uma tabela do katakana em conjunto com a romanização do Sistema Hepburn. Os Katakana com dakuten ou handakuten seguem o gojūon kana sem eles. Os caracteres em vermelho são obsoletos, e os caracteres em verde são adições modernas, usadas principalmente para representar sons de outras línguas. Aprender a ler katakana muitas vezes é complicada pelas semelhanças entre caracteres diferentes. Por exemplo, os shi シ e tsu ツ, bem como so ソ e n ン, parecem muito semelhantes escritos exceto pela inclinação e forma. (Essas diferenças em inclinação e forma são mais proeminentes quando escrito com um pincel.)
| vogais          | vogais        | vogais   | vogais         | vogais      | yōon     | yōon     | yōon     | sokuon   | sokuon           | sokuon    | sokuon   | sokuon   |
| ア a            | イ i          | ウ u     | エ e           | オ o        | ャ ya    | ュ yu    | ョ yo    | (a)      | (i)              | (u)       | (e)      | (o)      |
| カ ka           | キ ki         | ク ku    | ケ ke          | コ ko       | キャ kya | キュ kyu | キョ kyo | ッカ kka | ッキ kki         | ック kku  | ッケ kke | ッコ kko |
| サ sa           | シ shi        | ス su    | セ se          | ソ so       | シャ sha | シュ shu | ショ sho | ッサ ssa | ッシ sshi        | ッス ssu  | ッセ sse | ッソ sso |
| タ ta           | チ chi        | ツ tsu   | テ te          | ト to       | チャ cha | チュ chu | チョ cho | ッタ tta | ッチ tchi (cchi) | ッツ ttsu | ッテ tte | ット tto |
| ナ na           | ニ ni         | ヌ nu    | ネ ne          | ノ no       | ニャ nya | ニュ nyu | ニョ nyo |          |                  |           |          |          |
| ハ ha           | ヒ hi         | フ fu    | ヘ he          | ホ ho       | ヒャ hya | ヒュ hyu | ヒョ hyo |          |                  |           |          |          |
| マ ma           | ミ mi         | ム mu    | メ me          | モ mo       | ミャ mya | ミュ myu | ミョ myo |          |                  |           |          |          |
| ヤ ya           | yi¹           | ユ yu    | ye¹            | ヨ yo       |          |          |          |          |                  |           |          |          |
| ラ ra           | リ ri         | ル ru    | レ re          | ロ ro       | リャ rya | リュ ryu | リョ ryo |          |                  |           |          |          |
| ワ wa           | ヰ wi         | wu¹      | ヱ we          | ヲ wo ²     | ヰャ wya | ヰュ wyu | ヰョ wyo |          |                  |           |          |          |
|                 |               |          |                | ン n        |          |          |          |          |                  |           |          |          |
| ガ ga           | ギ gi         | グ gu    | ゲ ge          | ゴ go       | ギャ gya | ギュ gyu | ギョ gyo |          |                  |           |          |          |
| ザ za           | ジ ji         | ズ zu    | ゼ ze          | ゾ zo       | ジャ ja  | ジュ ju  | ジョ jo  |          |                  |           |          |          |
| ダ da           | ヂ di         | ヅ dzu   | デ de          | ド do       | ヂャ ja  | ヂュ ju  | ヂョ jo  |          |                  |           |          |          |
| バ ba           | ビ bi         | ブ bu    | ベ be          | ボ bo       | ビャ bya | ビュ byu | ビョ byo |          |                  |           |          |          |
| パ pa           | ピ pi         | プ pu    | ペ pe          | ポ po       | ピャ pya | ピュ pyu | ピョ pyo | ッパ ppa | ッピ ppi         | ップ ppu  | ッぺ ppe | ッポ ppo |
|                 |               |          |                |             |          |          |          |          |                  |           |          |          |
|                 | (ユィ)イィ yi |          | (ユェ)イェ ye  |             |          |          |          |          |                  |           |          |          |
| (ヷ)ヴァ va     | (ヸ)ヴィ vi   | ヴ vu    | (ヹ)ヴェ ve    | (ヺ)ヴォ vo | ヴャ vya | ヴュ vyu | ヴョ vyo |          |                  |           |          |          |
|                 |               |          | シェ she       |             |          |          |          |          |                  |           |          |          |
|                 |               |          | ジェ je        |             |          |          |          |          |                  |           |          |          |
|                 |               |          | チェ che       |             |          |          |          |          |                  |           |          |          |
| (スヮ) スァ swa | スィ si       | スゥ swu | スェ swe       | スォ swo    | スャ sya | スュ syu | スョ syo |          |                  |           |          |          |
| (ズヮ) ズァ zwa | ズィ zi       | ズゥ zwu | ズェ zwe       | ズォ zwo    | ズャ zya | ズュ zyu | ズョ zyo |          |                  |           |          |          |
| ツァ tsa        | ツィ tsi      |          | ツェ tse       | ツォ tso    |          |          |          |          |                  |           |          |          |
| テァ tha        | ティ ti       | テゥ thu | テェ tye       | テォ tho    | テャ tya | テュ tyu | テョ tyo |          |                  |           |          |          |
| デァ dha        | ディ di       | デゥ dhu | デェ dye       | デォ dho    | デャ dya | デュ dyu | デョ dyo |          |                  |           |          |          |
| (トヮ) トァ twa | トィ twi      | トゥ tu  | トェ twe       | トォ two    |          |          |          |          |                  |           |          |          |
| (ドヮ) ドァ dwa | ドィ dwi      | ドゥ du  | ドェ dwe       | ドォ dwo    |          |          |          |          |                  |           |          |          |
| ファ fa         | フィ fi       | ホゥ hu  | フェ fe        | フォ fo     | フャ fya | フュ fyu | フョ fyo |          |                  |           |          |          |
|                 |               | リィ ryi | リェ rye       |             |          |          |          |          |                  |           |          |          |
| ウァ wa         | ウィ wi       | ウゥ wu  | ウェ we        | ウォ wo     | ウャ wya | ウュ wyu | ウョ wyo |          |                  |           |          |          |
| (クヮ)クァ kwa  | クィ kwi      | クゥ kwu | クェ kwe       | クォ kwo    |          |          |          |          |                  |           |          |          |
| (グヮ)グァ gwa  | グィ gwi      | グゥ gwu | グェ gwe       | グォ gwo    |          |          |          |          |                  |           |          |          |
| (ムヮ) ムァ mwa | ムィ mwi      | ムゥ mwu | ムェ mwe       | ムォ mwo    |          |          |          |          |                  |           |          |          |
| ヵ pequeno ka   |               |          | ヶ pequeno ke3 |             |          |          |          |          |                  |           |          |          |

1: Estes kanas foram introduzidos no sistema educacional em meados da Era Meiji, mas quase nunca são usados, eles são chamados de kanas obsoletos.
2: ヲ ("wo") soa da mesma forma que オ ("o"), mas é raramente usado, exceto quando o correspondente em hiragana tem que ser representado em todo o ambiente katakana. A versão katakana do kana wo, ヲ, é primariamemente usada, embora raramente, para representar a partícula を em katakana. A partícula é comumente pronunciada como o mesmo kana "o".
3: Este caractere é na verdade uma simplificação do kanji 箇, não um katakana.

## Ordem dos traços
A tabela a seguir mostra o método para escrever cada caractere katakana. Está organizado de forma tradicional, onde os caracteres são organizados pelos sons que os compõem. Os números e as setas indicam a ordem e a direção do traço, respectivamente.

## Usos do Katakana
O katakana é usado para escrever nomes comuns e próprios de origem estrangeira, principalmente ocidental, onomatopéias, palavras técnicas, gírias e nomes científicos de plantas e animais. As onomatopéias escritas em katakana estão muito presentes na língua japonesa - nas histórias em quadrinhos (mangás), elas são frequentemente usadas para representar o som da chuva, palmas, socos.
- Escrever palavras originadas de outros idiomas, conhecidas no Japão como gairaigo (外来語), inicialmente do português e do holandês nos séculos 16 e 17 e, a partir da Restauração Meiji, em sua maioria do inglês. Por exemplo, "televisão" é lido terebi, do inglês television (テレビ, terebi);[8]

- Onomatopéias, por exemplo pinpon (ピンポン, pinpon), o "ding-dong", som de uma campainha;
- Usado para termos científicos como nomes de animais plantas, minerais, entre outros;
- Enfatizar palavras. Por exemplo, é comum ver ココ koko (aqui), ゴミ gomi (lixo) ou メガネ megane (óculos).

## Ortografia
Marca de extensão de vogal
Em katakana se representa uma vogal extensa a partir de um traço largo chamado chōon (ー na escrita horizontal, ｜ na escrita vertical).
Se a palavra é japonesa, também pode-se formar as extensões de forma análoga a como se faz em hiragana:
Exemplos:
- ミスター (misutaa, mister)
- スーパーマーケット (suupaamaaketto, do inglês supermarket, supermercado)
- ショーイチ (Shōichi, apesar de que se normalmente se escreveria em kanji ou hiragana).

Consoante geminada
Um pequeno tsu ッ chamado sokuon indica uma consoante geminada, que é representada em rōmaji dobrando a consoante seguinte. Por exemplo, cama é escrito em katakana com uma consoante geminada, ベッド (beddo), que se origina do inglês bed. A pronúncia é feita criando uma pausa entre os kanas envolvidos na duplicação consonantal.

### Nomes Próprios de Estrangeiros Transcritos
Alguns exemplos de transcrição de nomes próprios para o katakana:
| Nome Original | Katakana                  | Rōmaji   |
| ------------- | ------------------------- | -------- |
| Cássia        | カシア                    | Kashia   |
| Eduardo       | エドゥアルド              | Eduārudo |
| Gustavo       | グスターボ / グスターヴォ | Gusutabo |
| Quésia        | ケージア                  | Kēzia    |
| Tiago         | チアーゴ                  | Chiago   |
| Carlos        | カルロス                  | Karurosu |
| Rafael        | ラファエル                | Rafaeru  |
| Wesley        | ウェズレイ                | Wezurei  |
| Igor          | イゴール/イゴー           | Igōru    |